# Woonsocket (Dakota du Sud)
Pour les articles homonymes, voir Woonsocket.
La ville américaine de Woonsocket est le siège du comté de Sanborn, dans l’État du Dakota du Sud. Lors du recensement de 2010, sa population s’élevait à 655 habitants. La municipalité s'étend sur 0,79 milles carrés (2,05 km2).
Fondée en 1883, la ville doit son nom à Woonsocket dans l'État de Rhode Island. La localité était jusqu'alors désignée comme Milwaukee Junction.

## Démographie
| 1890 | 1900 | 1910  | 1920  | 1930  | 1940  |
| ---- | ---- | ----- | ----- | ----- | ----- |
| 687  | 648  | 1 027 | 1 368 | 1 108 | 1 050 |

| 1950  | 1960  | 1970 | 1980 | 1990 | 2000 |
| ----- | ----- | ---- | ---- | ---- | ---- |
| 1 051 | 1 035 | 852  | 799  | 766  | 720  |

| 2010 | - | - | - | - | - |
| ---- | - | - | - | - | - |
| 655  | - | - | - | - | - |